# 移動物体 (ライフゲーム)

移動物体の例 (グライダー)

ライフゲーム（ないしセル・オートマトン）における移動物体（いどうぶったい、spaceship）とは、形を変えずに移動する物体のことである。宇宙船とも言うが、ライフゲームでは狭義では特定のパターンを指して「宇宙船」と言うため、（日本語では）移動物体一般は「移動物体」と言う。
ライフゲームで、もっとも小さい移動物体はグライダーの5ピクセルである。最も生成確率が高く、また最初に発見された移動物体でもある。

## 例
- 斜め方向
  - グライダー
- 縦横方向
  - 宇宙船（軽量級、中量級、重量級）

## 速度
移動物体の速度は必ず光速を超えることがないのはライフゲームでも同じであり、ライフゲームの場合最速は光速の1/2で、宇宙船が最速である。